# りんごほっぺの恋
『りんごほっぺの恋』（りんごほっぺのこい）は、宇佐美真紀による日本の漫画作品。
『Betsucomi』（小学館）2004年2月号に掲載された。

## あらすじ
赤面症のたまきは、中学時代、俯いてしまうだけで終わってしまった恋を後悔していた。その時の相手・坂本のバイト先を知ったたまきは、そこで働き始めるが、厳しい長谷川という先輩の下に付くことになり、ただでさえおっちょこちょいのたまきは失敗ばかりしてしまう。

## 登場人物
松下 たまき（まつした たまき）
高校生。すぐに顔が赤くなってしまい、昔からからかわれていた。
長谷川（はせがわ）
たまきのバイト先の先輩。厳しいことで恐れられている。

## 単行本収録作品
ひなたぼっこの部屋
『Betsucomi』2004年4月号 掲載
幼なじみで隣人の大介は、何かある度にトモの部屋の日の当たる場所に寝転びに来ていた。トモはそんな大介のことが昔から好きだった。高校に入ってからモテるようになった大介にイタズラのつもりで軽くキスしたことで2人の仲がギクシャクし始める。
24個のクリスマス
『Betsucomi』2003年12月号 掲載
天使の微笑みで悪魔の所業をした、イギリス人の幼なじみ・イアン。イギリスに帰って久しい彼が、突然里緒の前に現れた。そして、両親が長期出張中で寂しい思いを我慢していた里緒の元に、毎日一つずつクリスマスのオーナメントが届き始める。